# Engozero
Engozero (rusky Энгозеро) je jezero na severovýchodě Karelské republiky v Rusku. Má rozlohu 122 km² (bez ostrovů). Je protáhnuté ze západu na východ v délce 36,4 km při šířce 7,9 km. Průměrně je hluboké 4,5 m a dosahuje maximální hloubky 18 m. Celkem se na jezeře nachází 144 ostrovů o rozloze 14 km².

## Pobřeží
Členité pobřeží dává jezeru velmi pěkný charakter. Břehy jsou většinou vysoké, skalnaté, pokryté borovým a smrkovým lesem. Na břehu najdeme pěkné pláže s bílým křemenitým pískem.

## Vodní režim
Zdroj vody je sněhový a dešťový. Rozsah kolísání úrovně hladiny je 0,9 m. Vyšší je v červnu a nižší v září. Odtékají z něj řeky Kalga a Voňga (ústí obě do Bílého moře). Voňga odtéká ze západní části a při odtoku je přehrazena hrází.

## Vlastnosti vody
Průzračnost vody je 2,5 m a je tmavě zbarvená. V důsledku nevelké hloubky se voda snadno prohřívá. Zamrzá na konci října až v listopadu a rozmrzá v květnu.

## Osídlení pobřeží
Na břehu jezera leží vesnice Engozero vzdálená 1,5 km od stejnojmenné železniční stanice na trase Sankt Petěburg-Murmansk.